# Andrenosoma varipes
Andrenosoma varipes är en tvåvingeart som först beskrevs av Banks 1920.  Andrenosoma varipes ingår i släktet Andrenosoma och familjen rovflugor.
Artens utbredningsområde är Kuba. Inga underarter finns listade i Catalogue of Life.